# Plectorhinchus macrospilus
Plectorhinchus macrospilus és una espècie de peix de la família dels hemúlids i de l'ordre dels perciformes.

## Morfologia
Els mascles poden assolir els 28,5 cm de longitud total.

## Distribució geogràfica
Es troba al Mar d'Andaman (sud-oest de Tailàndia).